# Erik Holmdal

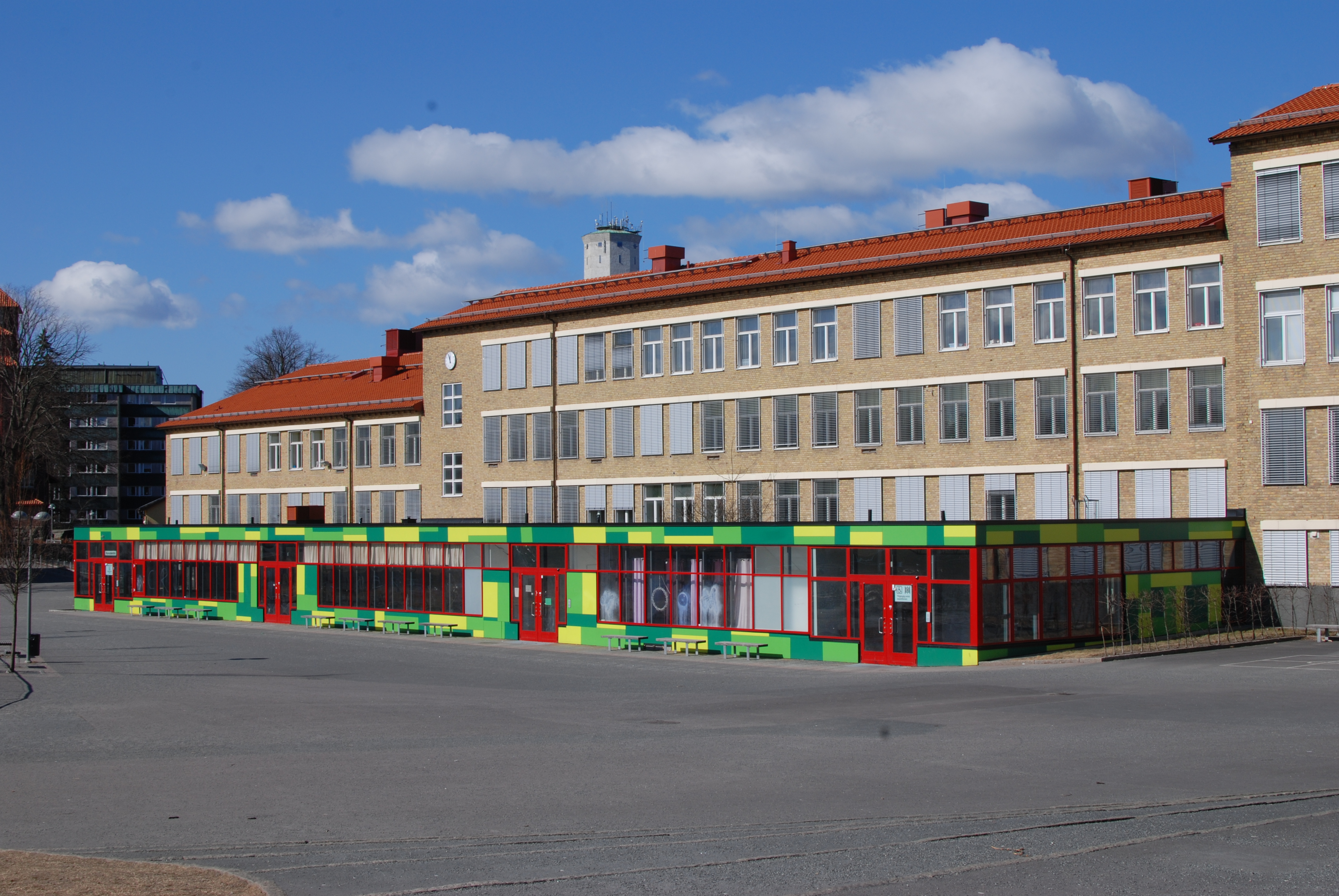
Nya Lundenskolan

Bror Johan Erik Holmdal, född 19 januari 1885 i Göteborgs Haga församling, död 25 februari 1958 i Floda i Skallsjö församling i dåvarande Älvsborgs län, var en svensk arkitekt. 
Efter mogenhetsexamen 1905 utexaminerades Holmdal från Chalmers tekniska institut 1909 och Konsthögskolan 1913. Han företog studieresor till Danmark och Tyskland 1907, Finland och Ryssland 1911, 1912 och 1913, Norge 1918, Danmark, Belgien och Frankrike 1920, Tyskland, Österrike och Italien 1921–22, Tyskland och Tjeckoslovakien 1928 samt Danmark 1933. 
Holmdal var anställd hos Fredrik Lidvall i Sankt Petersburg 1911, Sigurd Curman 1912, arkitektfirman Höög & Morsing i Stockholm 1913–14, Ivar Tengbom 1914–16 och Sigge Cronstedt 1916. Han var ritkontorschef och kontrollant vid Norges Banks nybyggnader i Oslo 1916–21, anställd vid arkitektkontoret för Jubileumsutställningen i Göteborg 1922–23 och tjänstgjorde som vikarierande stadsarkitekt och byggnadskontrollant i byggnadsnämnden i Göteborg samt byggnadskontrollant i Floda 1943–46. Han innehade egen arkitektrörelse i Göteborg från 1923. 
Holmdal utförde ritningar till en mängd hyreshus, industribyggnader och kommunala byggnader som till exempel kommunalhus, skolor, församlingshus, barnhem, ålderdomshem, kyrkor och kapell samt ett stort antal inredningar till bland annat Göteborgssystemet, banker, bufféer, danslokaler och herrgårdar. Han var medlem av Svenska Arkitekters Riksförbund, Tekniska samfundet i Göteborg (1922), Byggnadstekniska samfundet i Göteborg och Chalmers ingenjörsförening. Han var sekreterare i styrelsen för Barnens Dag i Göteborg 1928–1929.
Han var från 1921 gift med Agnes Övregaard (1896–1957) från Norge.

## Verk i urval
- Eklandagatan 16/Carlandersplatsen 4, stadsdelen Johanneberg, Göteborg, 1928
- Arkivgatan 8, stadsdelen Lorensberg, Göteborg, 1932
- Eklandagatan 23-25, stadsdelen Johanneberg, Göteborg, 1934
- Eklandagatan 41, stadsdelen Johanneberg, Göteborg, 1934
- Femvånings bostadshus, Gubbero, stadsdelen Gårda, Göteborg, 1937-1945
- Nya Lundenskolan, stadsdelen Lunden, Göteborg, 1946
- Bårhuset vid Kvänums kyrka, 1953
- Sakristian till Hagakyrkan, Göteborg, 1956